# آنتونی اپستین
آنتونی اپستین (انگلیسی: Anthony Epstein; ۱۸ مهٔ ۱۹۲۱ – ۶ فوریهٔ ۲۰۲۴) استاد دانشگاه، و آسیب‌شناس اهل بریتانیا بود. او به همراه ایوان بار و برت آچونگ یکی از کاشفان ویروس اپستین-بار بود.
وی در طول مدت فعالیت حرفه‌ای خود برندهٔ جوایزی همچون جایزه گاردینر، مدال پادشاهی، همکار انجمن سلطنتی، و جایزه پاول ارلیش و لودویگ دارمشتیتر شد.